# Рижский биржевой комитет
Рижский биржевой комитет — орган торгового представительства в Риге при бирже. Представлял собой выборный общественный орган, функционировавший при Рижской бирже. Возглавлял биржевой комитет специально избранный на этот пост председатель; комитет состоял из четырнадцати членов.

## История создания
Торговлей в Риге исторически руководили местные купцы, объединённые в Большую гильдию. Весь поступавший в город товар сортировали, взвешивали и измеряли специалисты, которые вправе были определить его второсортным, что снижало цену. Этим пользовались купцы, поскольку чётких правил оценки и сортировки не было. Этим были недовольны иностранные торговцы и те, кто занимался экспортной торговлей: они несли убытки. Выход виделся в основании биржи, где можно было бы заключать сделки в обход привилегий членов Большой гильдии.
Биржевой комитет в 1816 году основали купцы-экспортёры, иностранные купцы или их представители, а также рижские купцы — консулы иностранных государств, всего 14 членов. Большая гильдия всеми силами пыталась помешать работе Биржевого комитета, однако его работу поддерживало правительство. К концу 1850-х годов удалось отменить практически все привилегии рижских купцов. Указом императора Александра II от 22 ноября 1861 года Рига получила статус города свободной торговли, через который можно было вывозить все производимые в Российской империи товары без пошлин. Всплеск развитию торговли дало включение Риги в железнодорожную сеть Российской империи: 12 сентября была открыта первая в Лифляндии линия Рига-Динабург.
Строительство здания Рижской биржи должно было послужить примирению Большой гильдии, здание которой к середине XIX века обветшало, и Биржевого комитета, которому пришлось покинуть здание городской ратуши, где предполагалось разместить сиротский суд, и в 1847 году переселиться в Дом Черноголовых. В 1851-м году петербургский архитектор, уроженец Риги Гаральд Андреевич фон Боссе предложил проект здания, включавшего в себя Большую гильдию и биржу. Оно должно было простираться от улицы Калею вдоль улицы Зиргу, вплоть до улицы Шкюню. Этот циклопический проект был отвергнут, и Боссе предложил упрощённую версию для участка на углу Дворцовой и Яковлевской улиц, где от ветхих деревянных домов расчистили площадку в 1,6 га.

## Функции и задачи
В обязанности Рижского биржевого комитета входила организация и руководство деятельностью биржи, а также установление порядка её работы. Ключевой задачей членов биржевого комитета, в основном придерживавшихся демократических взглядов на принципы ведения торговых отношений, была борьба за ликвидацию монополии на торговое посредничество, плодами которой длительное время пользовались только представители зажиточной прослойки рижских бюргеров. Эта задача приобрела особую актуальность в период 1830—1850-х годов, когда свобода торговых отношений стала казаться неизбежным новшеством в коммерческой сфере, особенно это касалось устаревших принципов классово обусловленной привилегии обязательной посреднической деятельности, доставшейся Риге от средневековой традиции ведения торговли.

## Организация мероприятий
Биржевой комитет Риги осуществлял прямое руководство всеми коммерческими сделками и операциями, заключавшимися на территории города вплоть до 1904 года, когда определённая доля контроля над торговыми отношениями была передана основанному в этом же году Обществу рижских фабрикантов. В том числе члены биржевого комитета активно курировали все промышленные мероприятия, которые имели место на территории губернского центра до конца 1910-х. В числе этих мероприятий, оказавших влияние на вектор развития Риги до Первой мировой войны можно отметить организацию торгово-промышленной выставки на территории парка Эспланады, на которой лучшие образцы индустриального сектора Риги были представлены в 40 исторических павильонах, выполненных городским архитектором Максом Шервинским. Выставка, полное название которой звучало как «Юбилейная выставка промышленности и ремёсел», открылась в начале июня 1901 года и продолжалась всё лето; она поражала своими масштабами — благодаря ей гости столицы Лифляндской губернии получили возможность осмотреть продукцию 788 экспонентов, из которых львиная доля — 597 — были из Риги. Благодаря этому мероприятию, организованному при активном участии комитета, на котором присутствовал глава торгово-финансового ведомства Российской империи, Рига впоследствии стала получать финансовые дотации в гораздо большем размере — в основном они направлялись на содержание военно-промышленного комплекса, одного из самых развитых и масштабных в Прибалтийских губерниях.

## Развитие торгового судоходства
Также Рижский биржевой комитет активно влиял на развитие судоходства из Рижского порта в различные города мира. В частности, благодаря активной деятельности членов биржевого комитета, к началу XX века Рижский порт связывало постоянное торговое сообщение с такими крупными торгово-промышленными центрами Европы, как Копенгаген, Одесса, Гамбург и Стокгольм — с биржевыми ведомствами этих городов рижские биржевики ещё в 1890-е наладили прочный и долгосрочный торговый контакт.

## Обустройство порта
Биржевой комитет принимал активное участие в строительстве новых терминалов и комплексов Рижского порта. Именно благодаря постоянной финансовой поддержке биржевиков Рижский порт к 1900 году оказался обустроенным по последнему слову техники и обслуживал торговые суда очень оперативно даже по сравнению с другими передовыми торговыми центрами: если среднее время простоя судна в ходе разгрузки на территории Одесского порта составляло 18 дней, а в Санкт-Петербургском — 10 дней, то в Рижском порту суда стояли только семь суток. Для нужд морского торгового порта в 1884—1885 годы был отстроен Западный мол, а в период с 1877 по 1881 год велось активное строительство зимнего порта для стоянки заходивших на зимовку торговых кораблей из Европы. К концу XIX века с помощью Рижского биржевого комитета было завершено строительство и благоустройство острова Андрейсала, реорганизованного для промышленно-коммерческих нужд, а в 1902 году были сооружены современные холодильные установки для хранения экспортируемых и импортируемых продовольственных товаров. Также в 1873 году произошло устройство новых пристаней в Ноймюльграбене (современный микрорайон Яунмилгравис) и Больдераа (Болдерая).

## Телеграфная линия и железная дорога
В 1852 по инициативе биржевого комитета состоялась прокладка линии гражданского телеграфа из Риги из здания биржи до лоцманской станции Больдерая, которая стала первой такого рода не только на территории Российской империи, но и всей Восточной Европы. Фактически комитет стоит у истоков создания на территории Лифляндии современной и разветвлённой железнодорожной сети. Благодаря системе железных дорог оказалось возможным связать Ригу с крупнейшими промышленными центрами и курортными зонами. В 1861 году состоялось торжественное открытие Риго-Динабургской (Двинской) железной дороги. В Музее истории Риги и мореходства храниться серебряная лопатка, с помощью которой Александр Аркадьевич Суворов поучаствовал в закладки этой первой в Лифляндии железной дороги. В 1868 году была открыта линия Рига-Митава, на создание которой также повлиял биржевой комитет.

## Сфера образования
В 1844 году Рижский биржевой комитет принял в своё ведение Рижскую навигационную школу. В дальнейшем, в 1864 году комитет помог одному из будущих основателей младолатышского движения Кришьянису Валдемарсу учредить одно из первых в историю России мореходных училищ в Гайнаше (современный латвийский город Айнажи) с бесплатным обучением латышей и эстонцев. В 1862 году был официально основан Рижский политехникум, у истоков которого стоял всё тот же Рижский биржевой комитет — политехникум Риги являлся первым в Прибалтике и одним из старейших и наиболее прогрессивных с точки зрения методологических основ в Российской империи; преподавание в нём велось на немецком языке. На деньги РБК архитектором Густавом Хилбигом к 1868 году было построено современное здание для Политехникума, расположенное напротив Первого городского (Немецкого) театра.
Комитетом в 1864 году был учреждён Рижский биржевой банк, финансовый центр Рижского биржевого союза. В 1901 году была основана Коммерческая школа, а здание для неё было построено на территории Эспланады в монументальном неоготическом стиле архитектором Вильгельмом Бокслафом — с 1945 года в этом здании располагается Академия художеств Латвии.

## Органы печати
Рижский биржевой комитет систематически отчитывался перед интересующейся публикой, регулярно публикуя рабочие отчёты о своей коммерческой деятельности. Для облегчения системы отчётности о торговых сделках биржи комитет принимал участие в издании ежегодника под названием Rigaer Handels-Archiv («Рижский торговый архив»), а также выделял средства на публикацию специальной газеты Рижской биржи Rigaer Börsenblatt («Рижские биржевые ведомости»). Ежегодное издание «Рижский торговый архив» выходило с 1874 по 1915 год, а «Рижские биржевые ведомости» публиковались с 1896 по 1914 год.

## Финальный этап существования
Фактически до середины 1920-х годов вектор деятельности биржи определяли представители зажиточной прослойки прибалтийско-немецкой коммерческой буржуазии, а с середины 1920-х годов, после становления латышского крупного предпринимательства власть в рамках Рижского биржевого комитета перешла к зажиточным латышским коммерсантам и преуспевающим владельцам республиканских промышленных предприятий. В то же время немецкое торговое лобби в деятельности биржевого комитета также сохранялось на протяжении последующих пятнадцати лет существования этого важного ведомства.
Однако 10 июля 1939 года Рижский биржевой комитет был ликвидирован. Это событие было мотивировано, в первую очередь, тем, что базовые (как репрезентативные, так и организационные) функции биржевого комитета были переняты другими ведомствами торгово-промышленного контроля. Также, в какой-то степени, катализатором окончательного исчезновения комитета стала последовавшая через короткий промежуток времени (осень — зима 1939 года) массовая репатриация прибалтийских немцев по взаимной договорённости между Латвией и Германией.